# Apteropilo pictipes
Apteropilo pictipes is een keversoort uit de familie mierkevers (Cleridae). De wetenschappelijke naam van de soort is voor het eerst geldig gepubliceerd in 1908 door Lea.